# الوكالة الجامعية الفرانكوفونية
(بالفرنسية: Agence universitaire de la francophonie)‏

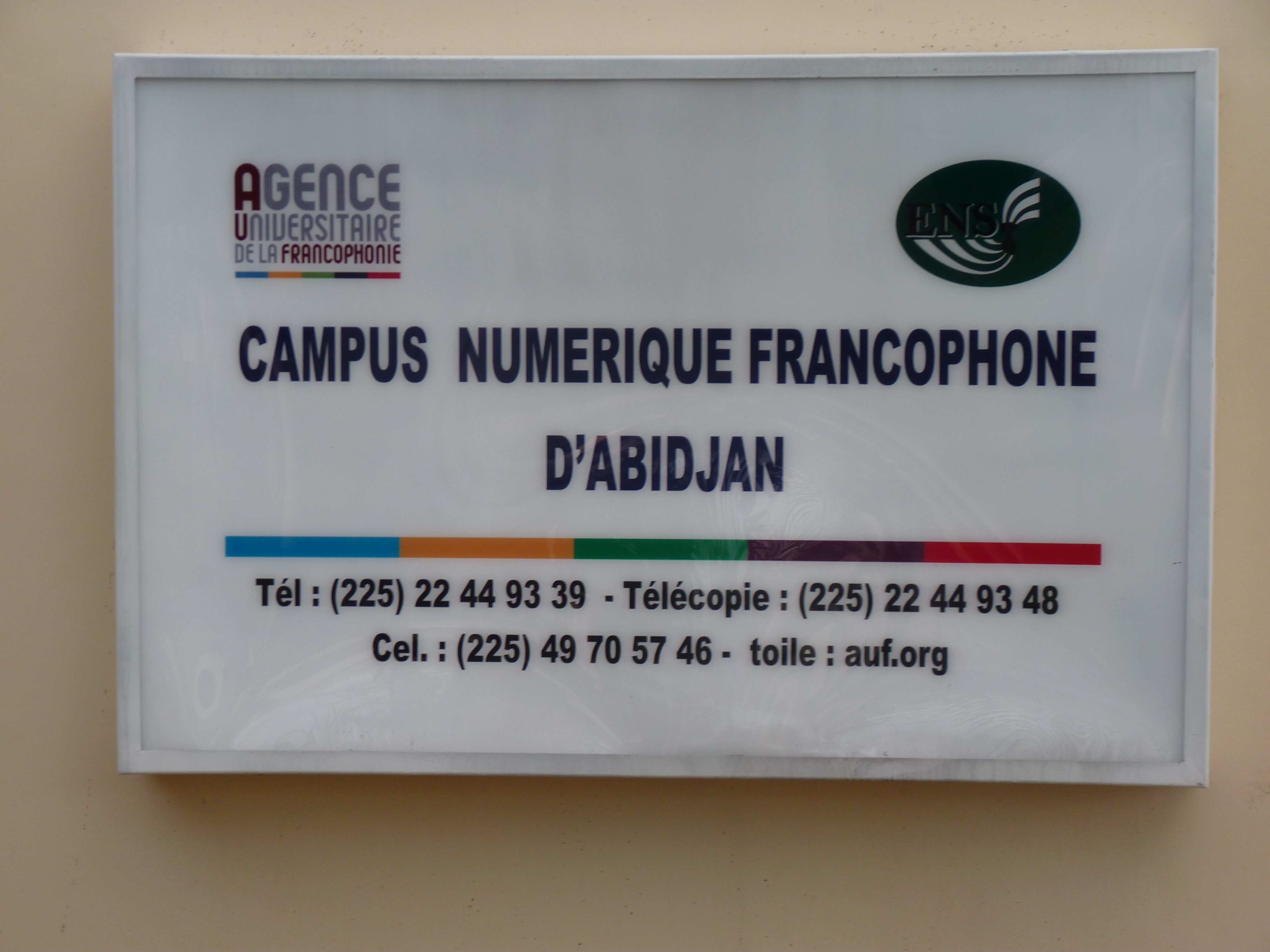
لافتة مكتب أبيدجان

تنتشر مكاتب الوكالة الجامعية الفرانكفونية في كافة قارات الكرة الأرضية. يتبع للوكالة أكثر من 420 عاملاً في 62 مركزاً يتبعون لتسع مكاتب فرعية هي:
- مكتب دول أفريقيا الوسطى.
- مكتب دول أفريقيا الغربية.
- مكتب دول الأمريكيتين.
- مكتب دول آسيا القصوى.
- مكتب دول الحوض الكاريبي.
- مكتب دول أوروبا الوسطى والشرقية.
- مكتب دول أوروبا الغربية ودول المغرب العربي.
- مكتب دول الشرق الأوسط (التسمية الأكثر دقة هي الشرق الأدنى).
- مكتب دول المحيط الهندي.

تعتبر منظمة الجامعات هذه منذ العام 1989 العامل المشغل للفرانكوفونية المؤسساتية. تقترح هذه المنظمة -على اعتبار الشراكة مع مؤسسات التعليم العالي التي تعتمد اللغة الفرنسية كلغة تدريسية- عدة برامج للتعاون العلمي بما يفدم البحث والتعليم باللفة الفرنسية.
شهدت الوكالة تطوراً ملحوظاً مع حلول العام 2000 حيث ازدادت ميزانيتها وازداد عدد المؤسسات الأعضاء أيضاً بحدود 50%.
مقر هذه الوكالة هو جامعة مونتريال في كندا.

## أهداف الوكالة
من خلال ميل الوكالة لإنشاء وتقوية المجال العلمي باللغة الفرنسية فإنها تسعى إلى:
- تعزيز التعاون العلمي بين أعضائها.
- تهيئة الجيل المستقبلي للتطوير.
- دعم البحث والتمايز العلمي.
- تقاسم الخبرات.

## وصلات خارجية
- الموقع الرسمي للوكالة الجامعية الفرنسية على شبكة الانترنت